# Eleonore Feuerbach

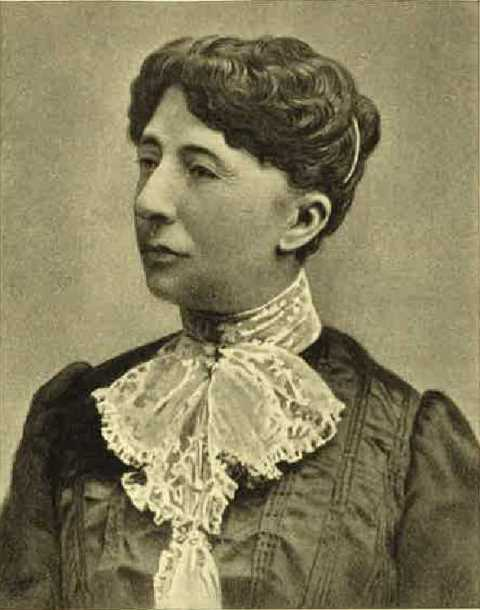
Eleonore Feuerbach

Eleonore Feuerbach (auch als Leonore Feuerbach bekannt) (* 25. September 1839 in Bruckberg bei Ansbach, Mittelfranken; † 23. Juni 1923 in München) war eine deutsche Schriftstellerin und Tochter des Philosophen Ludwig Feuerbach.

## Leben
Eleonore Feuerbach wurde als erstes Kind des Philosophen Ludwig Feuerbach (1804–1872) und dessen Ehefrau Bertha, geb. Löw (1803–1883) geboren. Ihre im Jahr 1842 in Bruckberg geborene Schwester Mathilde verstarb bereits 1844 im Kindesalter.  Gemeinsam mit ihrer Cousine Luise und ihrem Cousin Anselm Ludwig, den Kindern ihres verstorbenen Onkels Eduard August Feuerbach (1803–1843) erhielt sie im Schloss Bruckberg durch Hauslehrer den schulischen Elementarunterricht. Seit frühester Jugend begleitete sie ihren Vater auf Reisen und Exkursionen, so im Herbst 1867 nach Goisern im Salzkammergut zu dem befreundeten Bauernphilosophen Konrad Deubler (1814–1884).
Nach Ludwig Feuerbachs zweitem Schlaganfall im Jahre 1870, der ihn insbesondere hinsichtlich der Kommunikation auf fremde Hilfe angewiesen machte, war es Eleonore Feuerbach, die den Schriftverkehr ihres Vaters mit dessen Freunden und Bekannten, bei präziser Kenntnis seiner Auffassungen unterstützte.
Nach dem Tod ihres Vaters 1872 ordnete Eleonore seinen schriftlichen Nachlass. Einen Teil der Briefe ihres Vaters stellte sie zunächst dem Journalisten und Philosophen Karl Grün, für dessen Veröffentlichung:  Ludwig Feuerbach in seinem Briefwechsel und Nachlaß. 2 Bde. C. F. Winter, Leipzig / Heidelberg 1874 zur Verfügung. Im Frühjahr 1874 verschickte sie, die von Johann Daniel Schreitmüller zu Lebzeiten des Philosophen angefertigte Büste nach  Bad Goisern zu Konrad Deubler, wo die Feuerbach-Büste noch heute im Heimatmuseum zu sehen ist. 1876 übergab sie den schriftlichen Nachlass ihres Vaters dem Germanischen Nationalmuseum in Nürnberg, wo ihn Wilhelm Bolin für die Veröffentlichung: Ludwig Feuerbach – Sein Wirken und seine Zeitgenossen, Verlag der J. G. Cotta’schen Buchhandlung, Stuttgart 1891 nutzen konnte.
1879 veröffentlichte sie im Otto Wigand Verlag das Buch: Ludwig Feuerbach. Aussprüche aus seinen Werken gesammelt von Leonore Feuerbach. 1887 erhielt sie den Nachlass ihres Vaters vom Germanischen Nationalmuseum zurück, um ihn schließlich 1919 der Universitätsbibliothek München mit folgendem Zueignungsbrief zu übereignen:

„Ich erlaube mir beifolgende kleine Überbleibsel aus dem handschriftlichen Nachlaß meines Vaters an Ihre Adresse zu senden, mit der ergebenen Bitte, dieselben in ihren feuersicheren Manuskripten-Asyl gütigst einverleiben zu wollen. Die Unterbringung des kleinen Pakets wird wohl mit Schwierigkeiten nicht verbunden sein; danke im voraus für gütige Annahme und bedaure, Sie belästigen zu müssen.“

Auf diesem Briefwechsel und diesem schriftlichen Nachlass in München beruhen wesentliche Teile der heutigen Feuerbach-Forschung.
Von Bruckberg über Nürnberg (Rechenberg) und Bad Aibling fand Eleonore Feuerbach ihre letzte Lebensstation in München. Nach einem schweren Schlaganfall im Sommer 1922, verstarb sie dort am 23. Juni 1923. Ihre Urne wurde in der Grabstätte der Feuerbachs auf dem Johannis-Friedhof in Nürnberg beigesetzt.

## Schriften
- Ludwig Feuerbach. Aussprüche aus seinen Werken gesammelt von Leonore Feuerbach. Otto Wigand Verlag, Leipzig 1879.